# Auburn (Australie)
Pour les articles homonymes, voir Auburn.
Auburn est une ville-banlieue australienne de l'agglomération de Sydney, située dans la zone d'administration locale de Cumberland dans l'État de Nouvelle-Galles du Sud, en  Australie.

## Géographie
Auburn est située à environ 19 km à l'ouest du centre d'affaires de Sydney, au sud de Rosehill, au nord de Regents Park, à l'ouest de Lidcombe et à l'est de Granville Sud.

## Histoire
Auburn est le chef-lieu du conseil d'Auburn de 1892 à 2016, date à laquelle celui-ci est dissous.

## Démographie
La population s'élevait à 29 968 habitants en 2006 et à 37 366 habitants en 2016.

## Galerie de photos

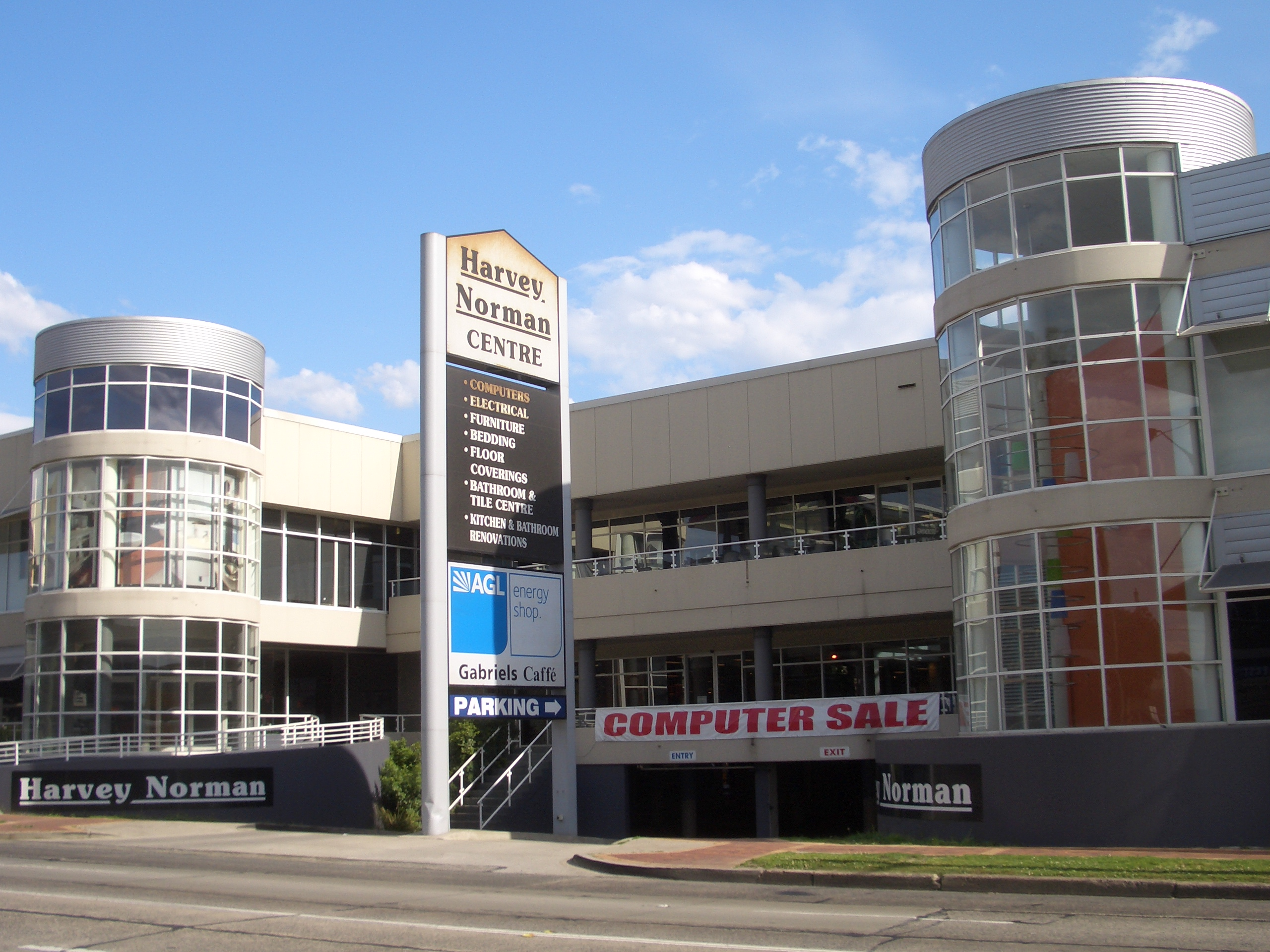
Magasin Harvey Norman sur Parramatta Road
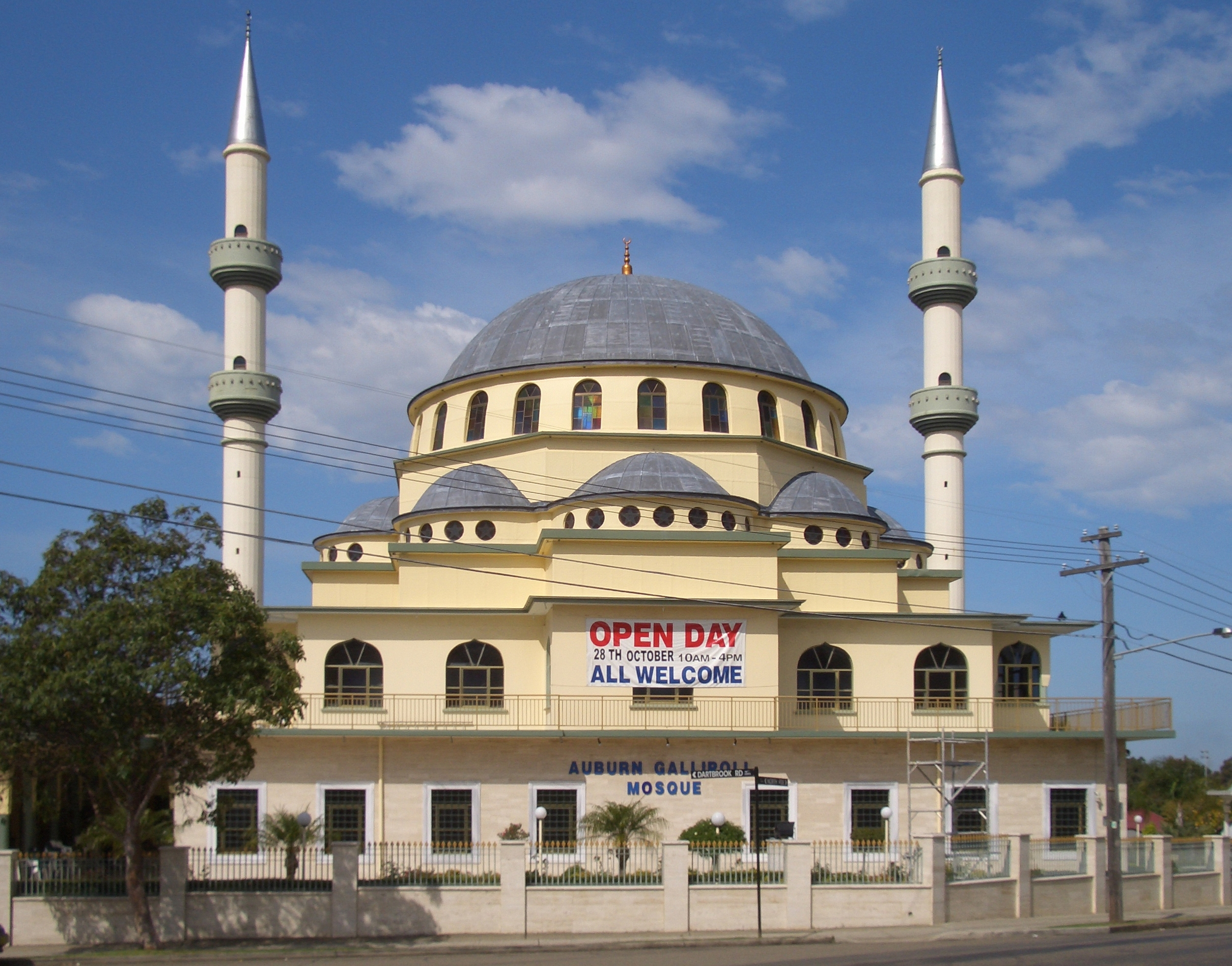
Mosquée Gallipoli
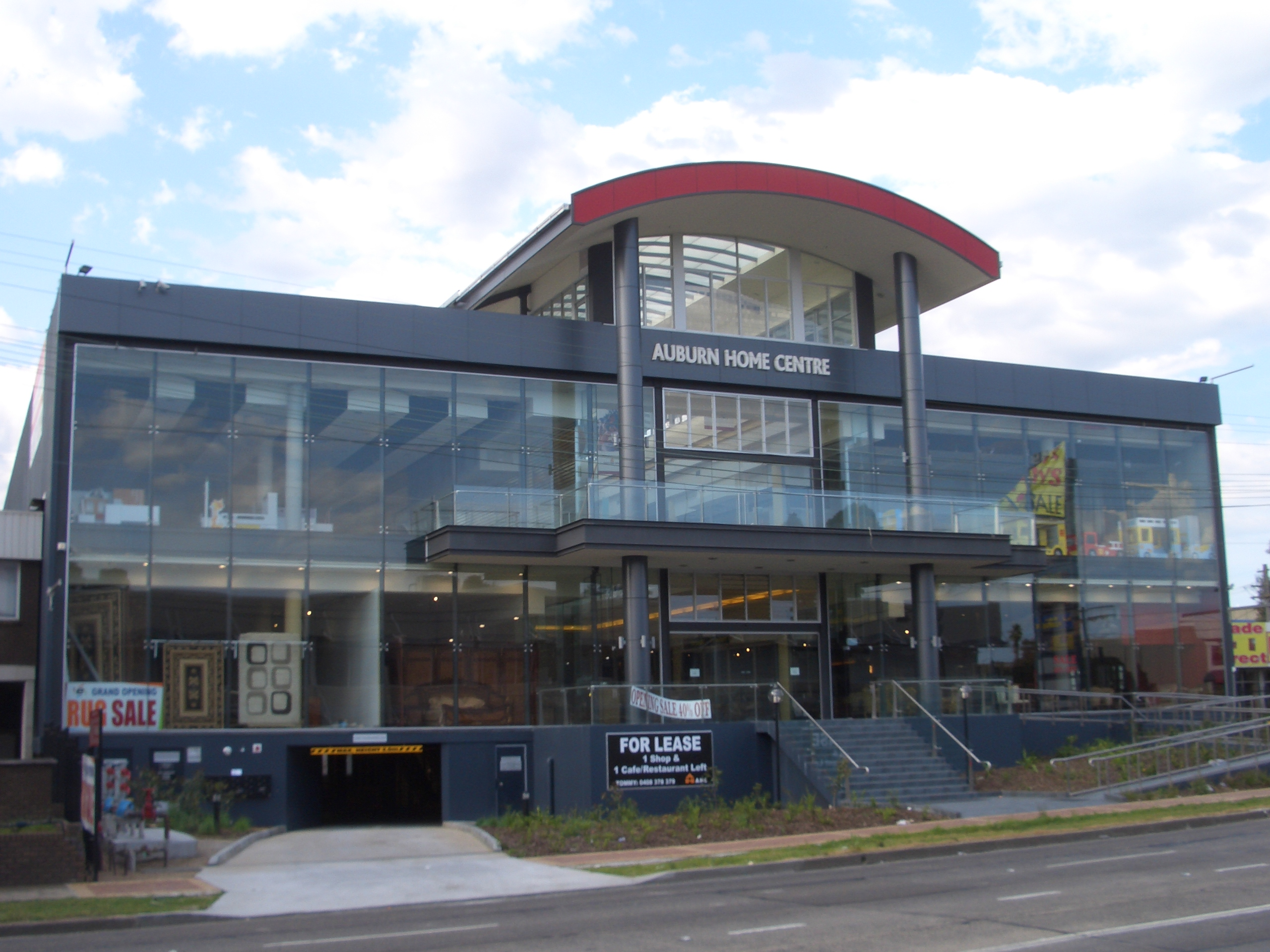
Centre commercial d'Auburn
Bell Tower